# Мегало-Эмволон
Мегало-Эмволон (греч. Ακρωτήριο Μεγάλο Έμβολο от др.-греч. ἔμβολον — «клюв, выдающаяся часть; нос корабля»), также Мегало-Карабурну (Ακρωτήριο Μεγάλο Καραμπουρνού — «Великий Карабурну» от тур. Karaburnu — «Чёрный мыс») — мыс в Греции, вдающийся в южной части залива Термаикос Эгейского моря, севернее мыса Тузла (Ακρωτήριο Τούζλα) и составляющий южную границу бухты Тесалоники, в глубине которой, к северо-востоку от мыса Мегало-Эмволон находится главный порт северной части Эгейского моря — Салоники. Крайняя западная точка полуострова Халкидики. Административно относится к общине Термаикос в периферийной единице Салоники в периферии Центральная Македония. Наивысшая точка — 29 м над уровнем моря. У мыса находится деревня Ангелохорион.
К северо-востоку находится мыс Микро-Эмволон (Микро-Карабурну — «Малый Карабурну»), на котором расположен город Каламарья. Мысы Мегало-Эмволон и Микро-Эмволон образуются горами  Хортиатис.

## Лагуна Аликис
У мыса расположен соляной пруд, построенный незадолго до 1900 года, и прилегающий к нему лиман Аликис (Λιμνοθάλασσα Αλυκής). Водно-болотные угодья площадью 250 гектаров являются местом обитания фламинго, бакланов, цапель и черноголовых чаек.

## Маяк Ангелохорион. Форт Мегало-Карабурну

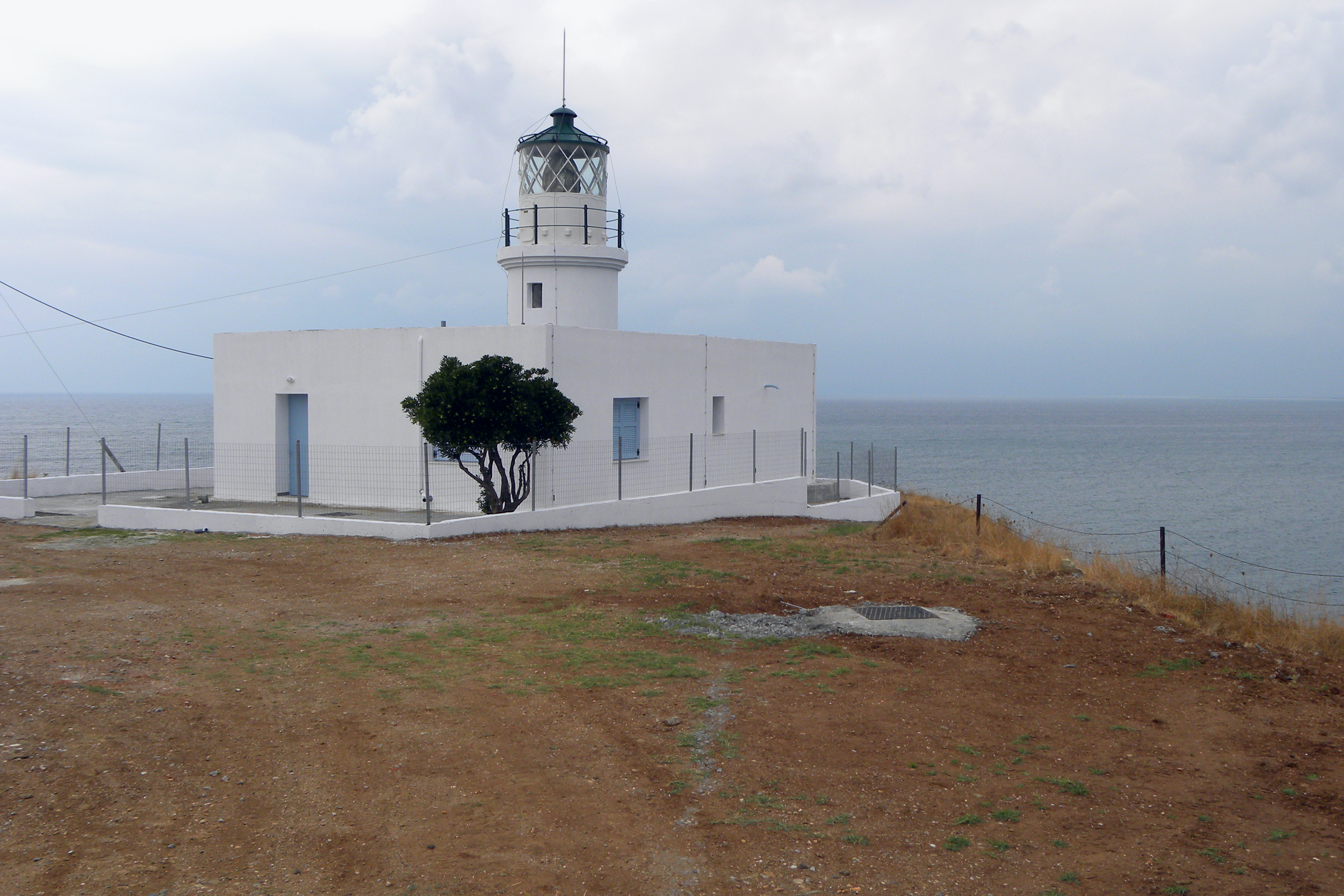
Маяк Ангелохорион на мысе Мегало-Эмволон

На мысе Мегало-Эмволон расположен один из 25 сохранившихся в Греции маяков — маяк Ангелохорион (Φάρος Αγγελοχωρίου), построенный французской компанией в 1864 году. Высота его башни составляет 10,5 метра, а его фокусная высота — 32 метра. Маяк расположен на окраине военно-морской базы Ангелохорион и работает совместно с радиомаяком, который находится на противоположной стороне залива Термаикос в дельте реки Аксьос (Вардар). Первоначально маяк имел масляную лампу. Перед маяком расположены руины форта Мегало-Карабурну (Φρούριο Μεγάλου Εμβόλου Αγγελοχωρίου), построенного немецкими инженерами в период османского владычества в 1883—1885 гг. Мыс Мегало-Эмволон присоединён к Греции после Балканских войн 1912—1913 гг. В период оккупации Греции странами «оси» немцы построили на мысе из-за его стратегического положения на входе в залив Термаикос пять пулемётных дотов. Поэтому мыс подвергся бомбардировке авиацией антигитлеровской коалиции и маяк был разрушен. В 1948 году маяк был отремонтирован и начал работу с ацетиленовой лампой в автоматическом режиме. В 1963 году на маяке установлена электрическая лампа, но вскоре маяк был заброшен. В 1998 году маяк признан памятником, в 2010 году отреставрирован.

## Военно-морское командование Северной Греции. Радиовещательный центр Ангелохорион
У мыса Мегало-Эмволон расположена с 1937 года военно-морская база ΝΑΠ/3, ныне — ретрансляционная станция связи «Радиовещательный центр Ангелохорион» (Κέντρο Εκπομπής Αγγελοχωρίου). Первоначально это была зенитная и береговая батареи. В ноябре 1940 года в ходе итало-греческой войны база была взорвана. В 1968 году территория на мысе была изъята в пользу Военно-морского командования Северо-Эгейского моря (с 1976 года — Военно-морское командование Северной Греции, ΝΔΒΕ). В 1976 году начато, в 1979 году торжественно открыто и в 1980 году начало эксплуатироваться здание Военно-морского командования Северной Греции на мысе Мегало-Эмволон. В 1981 году на территории военной базы начинает работать «Радиовещательный центр Ангелохорион», который занимает площадь около 7 гектаров.